# Georg 2. af Storbritannien
Georg 2. August (engelsk: George II Augustus) (30. oktober (jul.)/10. november (greg.) 1683 – 25. oktober 1760) var konge af Storbritannien og Irland og kurfyrste af Hannover fra 1727 til 1760. 
Han var søn af kong Georg 1. af Storbritannien og den anden britiske monark af slægten Hannover. Han var den sidste britiske monark, der var født uden for Storbritannien, den sidste britiske konge, der personligt førte hæren i krig og den sidste britiske monark, der blev begravet i Westminster Abbey. 

## Biografi

### Opvækst
Georg August blev født på Herrenhausen Slot nær Hannover i Kurfyrstendømmet Hannover som søn af arveprins Georg af Hannover i hans ægteskab med Sophie Dorothea af Celle. Han blev opkaldt efter sine bedstefædre, kurfyrste Ernst August af Hannover og hertug Georg Vilhelm af Braunschweig-Lüneburg.
Begge forældrene var hinanden utro, og deres ægteskab blev opløst i 1694 med den begrundelse, at Sophia Dorothea havde forladt sin mand. Som den skyldige part blev Sophie Dorothea nægtet et nyt ægteskabt, og hendes navn blev fjernet fra alle officielle dokumenter, ligesom titlen som kurprinsesse blev hende frataget. Hun blev indespærret på Ahlden Slot i Nedersaksen og nægtet adgang til sin to børn, Georg og Sophie Dorothea.
Da faderen blev kurfyrste i 1698, blev Georg arveprins. I 1705 giftede han sig med Caroline af Ansbach. De fik otte børn.

### Vejen til den britiske trone
I 1702 besteg Georgs slægtning, Anne, den engelske trone som regerende dronning. Dronning Anne havde ingen overlevende børn i sit ægteskab med prins Jørgen af Danmark. Derfor udpegede Det engelske parlament ved Act of Settlement i 1701 dronning Annes nærmeste protestantiske slægtninge Sophie af Pfalz (Georgs farmor) og hendes efterkommere til arvinger til den engelske trone, men ikke til Skotland. Sophie og hendes efterkommere blev engelske statsborgere i 1705. Den 9. november 1706 blev Georg optaget i den engelske adelsstand af dronning Anne; Han blev hertug og markis af Cambridge, jarl af Milford Haven, viscount (borggreve) Northallerton og baron af Tewkesbury. Ved Acts of Union i 1707 blev kongerigerne England og Skotland forenet til ét kongerige, Kongeriget Storbritannien, og accepterede begge tronfølgen som fastlagt i det engelske Act of Settlement.
Sophie døde få måneder, før tronen blev ledig i 1714. Det var derfor hendes søn, Georg 1., der blev konge ved dronning Annes død i 1714. Senere samme år blev Georg den første prins af Wales siden 1688.

### Regeringstid
Georg 1. døde i 1727 under et af sine hyppige besøg i Hannover, og Georg 2. efterfulgte ham som konge og kurfyrste i en alder af 43 år. Ligesom faderen var han stærkt tyskpræget, men talte dog engelsk. Han accepterede i det store hele regeringens og parlamentets magt, men prøvede jævnligt at gøre sine synspunkter gældende. Således modarbejdede han energisk statsmanden William Pitt den Ældre, hvis syn på Hannovers underordnede rolle han afskyede. En del af hans regering domineredes af premierminister Robert Walpoles lange fredsperiode. Kongen døde under den sejrrige Preussiske Syvårskrig, hvor regeringen netop var ledet af William Pitt.
Han var lidenskabeligt interesseret i musik og var Händels velgører og beskytter.

### Død og arvefølge
Georg 2. døde 76 år gammel den 25. oktober 1760 på Kensington Palace i London. Da hans ældste søn, Frederik Ludvig, var død i 1751, blev Georg 2. fulgt af sin sønnesøn, Georg 3.

## Eksterne links
- Wikimedia Commons har flere filer relateret til Georg 2. af Storbritannien
- Georg II. August på hjemmesiden Die Welfen (tysk)

 Der er for få eller ingen kildehenvisninger i denne artikel, hvilket er et problem. Du kan hjælpe ved at angive troværdige kilder til de påstande, som fremføres i artiklen.

| Georg 2.Huset HannoverSidelinje af Huset WelfFødt: 9. november 1683 Død: 25. oktober 1760 |                                              |                         |
| Titler som regent                                                                         |                                              |                         |
| Foregående: Georg 1.                                                                      | Konge af Storbritannien 1727–1760            | Efterfølgende: Georg 3. |
| Foregående: Georg 1.                                                                      | Konge af Irland 1727–1760                    | Efterfølgende: Georg 3. |
| Foregående: Georg 1.                                                                      | Kurfyrste af Braunschweig-Lüneburg 1727–1760 | Efterfølgende: Georg 3. |